# Decatur (Nebraska)
Decatur je selo u američkoj saveznoj državi Nebraska. Prema popisu stanovništva iz 2010. u njemu je živjelo 481 stanovnika.